# Bart Sturtewagen
Bart Sturtewagen (27 september 1959) is een Belgisch journalist, redacteur en columnist.

## Levensloop
Sturtewagen groeide op te Aalter in een gezin met tien kinderen. Hij studeerde communicatiewetenschappen aan de Katholieke Universiteit Leuven.
Hij begon zijn journalistieke loopbaan op de sportredactie van Het Nieuwsblad. Vervolgens werkte hij mee aan het realtime beursinformatieproject Editel. In 1988 ging hij aan de slag bij De Standaard, waar hij eerst werkzaam was op de economie- en vervolgens de Wetstraatredactie, waar hij vervolgens redactiechef van werd.
Na het vertrek van Peter Vandermeersch als correspondent naar New York werd hij aangesteld als adjunct-hoofdredacteur. In 2006 volgde hij Vandermeersch op als hoofdredacteur van De Standaard, een functie die hij van 2010 tot 2013 in tandem uitoefende met Karel Verhoeven.
In 2013 werd hij opiniërend hoofdredacteur, terwijl Verhoeven de algemene hoofdredactie onder zijn hoede nam. Anno 2019 wordt zijn functie bij de krant "hoofdcommentator" genoemd.